# Ambient
Ambient – gatunek eksperymentalnej muzyki elektronicznej, cechujący się odejściem od linearnie rozwijanej linii melodycznej, charakterystycznej dla klasycznej muzyki elektronicznej (Vangelis, Kitarō), na rzecz luźnej kompozycji „plam dźwiękowych”. Zazwyczaj poszczególne plamy są powiązane stale powtarzaną frazą elektronicznej perkusji, która organizuje utwór pod względem rytmicznym. O ile w innych rodzajach muzyki – od poważnej po punk rocka – osią konstrukcyjną utworu jest przebieg harmoniczny, to w muzyce ambient utwór rozwija się głównie przez operowanie barwą dźwięku. Drugą podstawową techniką kompozytorską jest stosowanie stałego powtarzania krótkiej frazy melodycznej, która przy każdej repetycji jest minimalnie modyfikowana bądź wzbogacana (zobacz minimalizm).
W przypadku obu tych technik efektem jest przesunięcie nacisku z następstwa dźwięków na ich brzmienie, stąd muzyka ambient jest postrzegana jako statyczna i znajdująca się poza czasem.

## Geneza
Muzyka ambient wywodzi się od hasła musique d’ameublement, którego autorem jest Erik Satie (1866–1925), współczesny impresjonistom i do pewnego stopnia podobny im kompozytor francuski. Jego ideałem była muzyka mogąca służyć za tło do życia codziennego, będąca „meblem” domowym – taka, która mogłaby wpływać na nastrój człowieka, ale nie absorbować go na tyle, aby odrywać od innych zajęć.
Drugim źródłem ambientu jest muzyka konkretna, w szczególności dokonania Johna Cage’a (1912–1992), znanego z niekonwencjonalnych metod uzyskiwania dźwięku (radioodbiorniki ustawione na losowo wybrane stacje, kanistry, naczynia kuchenne). Cage łączył dźwięk z obrazem i podobnie jak inni awangardziści nie stosował standardowej harmonii.

## Ważniejsi twórcy
Jak widać, korzenie muzyki ambient sięgają muzyki poważnej, ale jej powstanie wiąże się z twórcami muzyki tanecznej, zafascynowanych instrumentami elektronicznymi, które dały im nieograniczoną możliwość syntezowania różnych barw dźwięku (syntezatory) oraz czerpania ich z otoczenia (samplery). Pierwsi kompozytorzy w stylu ambient to Brian Eno oraz Klaus Schulze, których najbardziej inspirujące dokonania przypadły na lata 70. XX wieku.
Brian Eno tak opisywał swoje odkrycie muzyki ambient:
W styczniu 1975 roku miałem wypadek samochodowy. Nie byłem ciężko ranny, ale musiałem leżeć w łóżku na wznak i byłem unieruchomiony. Moja przyjaciółka, Judy Nylon, odwiedziła mnie wtedy i przyniosła płytę z XVIII-wieczną muzyką na harfę. Kiedy już wyszła, z wielkim trudem nastawiłem płytę i położyłem się z powrotem. Okazało się, że wzmacniacz nastawiony był na minimalną głośność i jeden kanał był kompletnie głuchy. Ponieważ nie miałem siły, by się podnieść i wyregulować głośność, dźwięki dochodzące z głośnika były na granicy słyszalności. Wtedy zdałem sobie sprawę, iż można słuchać muzyki w zupełnie inny sposób: traktować ją jako element otoczenia, w ten sam sposób, co kolor światła i dźwięk deszczu.
Ekspansja muzyki ambient nastąpiła wraz z eksplozją popularności klubów techno na przełomie lat 80. i 90., XX w., gdzie dla ambient przeznaczono specjalne ‘chill-out-rooms’. Na scenie pojawiły się wtedy takie projekty jak The Orb, Future Sound of London, Aphex Twin, Banco de Gaia, Biosphere, Jean Ven Robert Hal, Wolfram, Monolake, Air, William Ørbit, Autechre, Irresistible Force. W pewnym związku ze stylistyką ambient tworzyły również bardziej popularne projekty: The KLF oraz Enigma. W ich muzyce, oprócz rytmu techno i kolorytu nadanego przez instrumenty elektroniczne, znajdziemy chorał gregoriański, śpiew humbaków i delfinów, kolaże zgiełku wielkich miast oraz dźwięki natury.
Jednym z najważniejszych podgatunków ambientu jest dark ambient, czyli najmroczniejsza odmiana tej muzyki. Wybitni przedstawiciele tego nurtu to m.in. Lustmord, Coil czy Raison D'être. Istnieje również termin „izolacjonizm”, który wymyślili dziennikarze prestiżowego brytyjskiego magazynu muzycznego „The Wire”, określający muzykę takich twórców, jak Thomas Köner czy Lull – jest to skrajna odmiana dark ambientu, charakteryzująca się niesamowicie mroczną atmosferą kompozycji, przeważnie bazujących na bardzo niskich burdonach.